# 云南晋宁连环杀人案
雲南晉寧连环杀人案被偵破於2012年5月，嫌犯為當地住戶張永明；張永明於1974年已因殺人未遂被判勞教6個月, 1979年因故意殺人罪被判死緩, 後經多次減刑於1997年提前出獄。該案引起公安部的高度重视，在5月先后派出了专家组和督察组前往云南侦查此案。2012年5月25日為止，已經確定一名19歲青年遇害。。同时，該地區治安負責官員如晉寧副縣長、公安局局長和晉城鎮黨委副書記、派出所所長等均因漠視此案，喪失追查先機遭撤換。目前，犯罪嫌疑人张永明因涉嫌故意杀人罪，已被依法逮捕，据称其在偏僻处袭击受害人后采取碎尸、焚烧、掩埋等多种方式销毁罪证。事件发生后，公安部表示要增加督办力度，对公安机关相关责任人予以严肃处理。
根據統計2007年5月1日至2012年4月25日該地附近至少失蹤人數達17人。根據報導，當地傳言有「失蹤者遭兇手肢解，甚至吃掉了」、「拿屍體眼睛泡藥酒，拿被害者腿肉做醃肉」、「張永明的母親和二哥以前也殺過人」等，但是警方除了认定犯罪嫌疑人为張永明外，未对其它细节作出确认。此間地方輿論最為不滿者為在2012年前，地方政府從未針對該案立案偵查，2012年7月28日，雲南省昆明市中級人民法院一審判處張永明死刑，剝奪政治權利終身。2013年1月10日，该案主犯被枪决；判決書稱張共殺死11人並將其分屍。